# Київський інститут військово-повітряних сил
Київський інститут військово-повітряних сил — колишній вищий військовий навчальний заклад України, який розташовувався в місті Києві. Розформований 2000 року.

## Історія
Після розпаду Радянського Союзу в 1992 році сформований на базі Київського вищого військового авіаційного інженерного училища.

## Випускники
Див. також: Випускники Київського інституту військово-повітряних сил
- Дьяченко Олег Миколайович
- Зіатдінов Юрій Кашафович
- Буркавцов Володимир Володимирович
- Камінський Сергій Васильович
- Попов Михайло Олексійович
- Тєлєгін Сергій Анатолійович
- Поліщук Олександр Вікторович